# سن مارکو اوانجلیستا
سن مارکو اوانجلیستا (به ایتالیایی: San Marco Evangelista) یک کومونه در ایتالیا است که در استان کسرتا واقع شده‌است.

## خصوصیات
سن مارکو اوانجلیستا ۵٫۵ کیلومترمربع مساحت و ۶٬۰۲۲ نفر جمعیت دارد.